# Henri Alekan
Henri Alekan (Parigi, 10 febbraio 1909 – Auxerre, 15 giugno 2001) è stato un direttore della fotografia francese.

## Biografia
Nato a Parigi, Henri Alekan studiò al Conservatoire national des arts et métiers, poi all'Istituto d'ottica, seguendo intanto i corsi pratici presso la società cinematografica Pathé. Assistente operatore dal 1928 al 1940 (tra gli altri di Eugen Schüfftan), raggiunse la celebrità durante la Resistenza francese con Operazione Apfelkern (1946) di René Clément, e lo stesso anno con La bella e la bestia di Jean Cocteau. Lontano dallo spettacolarismo e da effetti ricercati, ma sempre al servizio del regista, Alekan fu abile nel passare dal realismo alla poesia in I maledetti (1947) di René Clément, Gli amanti di Verona (1949) di André Cayatte, La vergine scaltra (1949) di Marcel Carné o in La via del rimorso  (1949) di Yves Allégret, rivelandosi un vero maestro della fotografia in bianco e nero. L'avvento del colore non lo coglierà alla sprovvista, come mostrano La battaglia di Austerlitz (1960) di Abel Gance o La principessa di Clèves (1961) di Jean Delannoy.
Nell'ultima parte della sua carriera, memorabili le fotografie de Lo stato delle cose (1982) e Il cielo sopra Berlino (1987), entrambi per la regia di Wim Wenders. Nel 1983 prese parte alla giuria del Festival di Cannes.
È sepolto nel cimitero di Montparnasse a Parigi.
Henri Alekan raccontò il suo approccio alla luce nel libro Des lumières et des ombres.

## Curiosità
In collaborazione con Patrick Rimoux, Henri Alekan ha progettato nel 1996 l'illuminazione che è visibile in una delle scalinate in rue du Chevalier de la Barre a Montmartre a Parigi. Creata in fibre ottiche, questa installazione permanente rappresenta le costellazioni dal primo gennaio al primo luglio.

## Filmografia parziale

### Cinema
- La vita è nostra (La vie est à nous), regia collettiva - documentario (1936)
- Perdizione (La danseuse rouge), regia di Jean-Paul Paulin (1937)
- Rondini in volo (Les petites du quai aux fleurs), regia di Marc Allégret (1944)
- Operazione Apfelkern (La bataille du rail), regia di René Clément (1946)
- La bella e la bestia (La Belle et la Bête), regia di René Clément e Jean Cocteau (1946)
- I maledetti (Les Maudits), regia di René Clément (1947)
- Anna Karenina, regia di Julien Duvivier (1948)
- Juliette o la chiave dei sogni (Juliette ou La clef des songes), regia di Marcel Carné (1950)
- La vergine scaltra (La Marie du port), regia di Marcel Carné (1950)
- Imbarco a mezzanotte (Stranger on the Prowl), regia di Joseph Losey (1952)
- Il frutto proibito (Le Fruit défendu), regia di Henri Verneuil (1952)
- Labbra proibite (Quand tu liras cette lettre...), regia di Jean-Pierre Melville (1953)
- Vacanze romane (Roman Holiday), regia di William Wyler (1953)
- Il peccato di Giulietta (Julietta), regia di Marc Allégret (1953)
- La regina Margot (La reine Margot), regia di Jean Dréville (1954)
- Raffiche di mitra (Port du désir), regia di Edmond T. Gréville (1955)
- Gli eroi sono stanchi (Les héros sont fatigués), regia di Yves Ciampi (1955)
- Frou-Frou, regia di Augusto Genina (1955)
- Gli anni che non ritornano (La Meilleure part), regia di Yves Allégret (1955)
- Le Cas du docteur Laurent, regia di Jean-Paul Le Chanois (1957)
- Casinò de Paris (Casino de Paris), regia di André Hunebelle (1957)
- Il giorno della violenza (Douze heures d'horloge), regia di Géza von Radványi (1959)
- Storie d'amore proibite (Il cavaliere e la zarina) (Le secret du Chevalier d'Éon), regia di Jacqueline Audry (1959)
- La battaglia di Austerlitz (Austerlitz), regia di Abel Gance (1960)
- La principessa di Clèves (La Princesse de Cléves), regia di Jean Delannoy (1961)
- Il coltello nella piaga (Le couteau dans la plaie), regia di Anatole Litvak (1962)
- Topkapi, regia di Jules Dassin (1964)
- Lady L, regia di Peter Ustinov (1965)
- Agli ordini del Führer e al servizio di Sua Maestà (Triple Cross), regia di Terence Young (1966)
- Mayerling, regia di Terence Young (1968)
- L'albero di Natale (L'arbre de Noël), regia di Terence Young (1969)
- Sole rosso (Soleil Rouge), regia di Terence Young (1971)
- La pupa del gangster, regia di Giorgio Capitani (1975)
- Lo stato delle cose (Der Stand der Dinge), regia di Wim Wenders (1982)
- La Truite, regia di Joseph Losey (1982)
- La belle captive, regia di Alain Robbe-Grillet (1983)
- Esther, regia di Amos Gitai (1986)
- Il cielo sopra Berlino (Der Himmel über Berlin), regia di Wim Wenders (1987)
- Berlin-Jerusalem, regia di Amos Gitai (1989)
- Golem - Lo spirito dell'esilio (L'esprit de l'exil), regia di Amos Gitai (1991)
- Un bruit qui rend fou, regia di Dimitri de Clercq e Alain Robbe-Grillet (1995)

### Televisione
- Il papavero è anche un fiore (The Poppy Is Also a Flower), regia di Terence Young - film TV (1966)